# Berberis × bristolensis
Berberis × bristolensis ist eine gärtnerische Hybride aus der Schönblühenden Berberitze (Berberis calliantha) und der Warzigen Berberitze (Berberis verruculosa). 
Berberis × bristolensis ist ein dichter, polsterbildender immergrüner Strauch mit elliptisch geformten, stachelig-gezähnten Blättern. Diese werden bis zu 4 Zentimeter lang; sie sind oberseits glänzend grün und unterseits stark bereift. Im Herbst verfärben sie sich rot. Die gelben Blüten erscheinen im späten Frühjahr und stehen einzeln, zu zweit oder zu dritt. Die Beeren sind länglich-eiförmig und blauschwarz gefärbt. 
Wie viele andere Berberitzen findet diese Pflanzenart als Zierstrauch Verwendung.